# Michał Gembiak
Michał Gembiak ps. „Prezes” (ur. 11 sierpnia 1985) – polski motorowodniak, reprezentujący barwy klubu KS Posnania Poznań.
Brat bliźniak Marcina, również motorowodniaka.
Dwukrotny medalista Motorowodnych Mistrzostw Świata, czterokrotny medalista Motorowodnych Mistrzostw Europy, dwunastokrotny medalista Motorowodnych Mistrzostw Polski.
W latach 1995–2001 startował w klasie JT-250, obecnie startuje w klasie T-550 (numer startowy 30).
W roku 2009 Michał Gembiak zdobył tytuł Wicemistrza Świata w klasie T-550 (Dunaujvaros, Węgry), uległ jedynie Artowi Raudva (Estonia), którego zdeklasował już po dwóch tygodniach w Żninie, gdzie zdobył tytuł Mistrza Europy. We wrześniu 2009 znowu stanął na najwyższym podium odbierając puchar i tytuł Mistrza Polski w klasie T-550 (brat bliźniak Marcin zdobył drugie miejsce).
Rok 2009 obfitował w tytuły dla Michała nie tylko na wodzie – najnowszy to magister farmacji Uniwersytetu Medycznego im. Karola Marcinkowskiego w Poznaniu.